# Warren Farrell
Warren Thomas Farrell (New York, 26 giugno 1943) è un educatore statunitense, autore di sette libri su tematiche di genere.

## Biografia
Negli anni settanta promosse il femminismo, entrando nel consiglio direttivo di NOW (National Organization of Women). Tuttavia, Farrell si dissociò dal femminismo quando esso assunse posizioni che considerò anti-maschili ed anti-padre:
(Warren Farrell)

Iniziò a studiare i problemi degli uomini, pubblicando il libro «Il mito del potere maschile», in cui scrive 
  Farrell documenta come «il sesso sacrificabile» sia quello maschile, ad esempio mostrando come solo gli uomini sono tenuti al servizio militare, che il 93% dei morti sul lavoro sono uomini o che le donne vivono mediamente più degli uomini.
Nel successivo libro «Riunione padre-figlio» sostiene che i figli di genitori separati crescono più serenamente quando c'è un affido condiviso, quando i genitori vivono vicini, ed evitano comportamenti alienanti.
Nel libro «Perché gli uomini guadagnano di più» Warren Farrell sostiene che non si tratta di discriminazione, ma che le donne preferiscono dedicare più tempo alla famiglia che al lavoro rispetto agli uomini.  A conferma di ciò mostra che le donne single senza figlio guadagnano il 13% in più degli uomini nella stessa condizione.
Oggi è considerato una delle figure principali del movimento per i diritti degli uomini e dei bambini nonché del mascolinismo.